# جميع رجال الملك
جميع رجال الملك هي رواية كتبها روبرت بن وارن نُشرت لأول مرة عام 1946. عنوانها مأخوذ من قافية الحضانة هامبتي دمبتي. في عام 1947، فاز وارن بجائزة بوليتزر عن رواية «جميع رجال الملك». تم تعديل الرواية لتلائم فيلم في عام 1949 و2006؛ فازت نسخة عام 1949 بجائزة الأوسكار لأفضل فيلم؛ كان إصدار 2006 فشلاً هائلاً. جرى تصنيفها كواحدة من أفضل 36 رواية في القرن العشرين من قبل المكتبة الحديثة، واختيرت كواحدة من أفضل 100 رواية لمجلة التايم منذ عام 1923.

## الحبكة
تصور رواية «جميع رجال الملك» الصعود السياسي الدرامي والمسرحي وحكم ويلي ستارك، وهو اشتراكي متشدد ليبرالي اجتماعي في الجنوب الأمريكي خلال الثلاثينيات. يحكي الرواية جاك بوردن، المراسل السياسي الذي جاء للعمل كرجل يمين للحاكم ستارك. يتشابك مسار مهنة ستارك مع قصة حياة جاك بوردن وتأملاته الفلسفية: «إن قصة ويلي ستارك وقصة جاك بوردن، بشكل ما، قصة واحدة».
تطورت الرواية من مسرحية شعرية بدأ وارن في كتابتها عام 1936 بعنوان «برود فليش». سُمّيت إحدى الشخصيات في «برود فليش» ويلي تالوس، في إشارة إلى الشخصية الوحشية تالوس في قصيدة ملحمية إدموند سبنسر أواخر القرن السادس عشر.
أُعاد تحرير نسخة 2002 من «جميع رجال الملك» نويل بولك، تحتفظ النسخة باسم «ويلي تالوس» كما هو مكتوب في الأصل في مخطوطة وارن، وتعرف باسم «الطبعة المستعادة» لاستخدامها هذا الاسم، ولأن عدة فقرات طبعت فيها كانت قد أزيلت من التعديل الأصلي.
زعم وارن أنه لم يقصد أن تكون رواية «جميع رجال الملك» كتابًا عن السياسة.

### الفكرة الرئيسية والتشابيه
أحد الأفكار الرئيسية للرواية هو أن جميع الأفعال لها عواقب، وأنه من المستحيل على الفرد أن يقف بعيدًا وأن يكون مجرد مراقب للحياة، كالذي يحاول جاك القيام به (أولاً كطالب دراسات عليا يجري أبحاثًا تاريخية ثم فيما بعد كصحفي يدلي بملاحظات بارعة). في ثلاثينيات القرن الماضي، يبدو جميع السكان يتخلون عن المسؤولية بالعيش بشكل غير مباشر من خلال شخصيات سياسية مسيحية مثل ويلي ستارك. وهكذا، يحقق ستارك رغبات العديد من الشخصيات، أو يبدو أنه يفعل ذلك. على سبيل المثال، حارسه الشخصي المخلص شوغَر-بوي، الذي يتلعثم، يحب ستارك لأنه "يمكن أن يتحدث بشكل جيد". لا يستطيع جاك بوردن أن ينام مع آن ستانتون التي يحبها، لكن ستارك يفعل ذلك. وما شابه. وبهذا المعنى، فإن الشخصيات هي «جميع رجال الملك»، هو سطر مأخوذ من قصيدة هامبتي دمبتي (يلاحظ كاتب سيرة بن جوزيف بلوتنر أيضًا، «مثل هامبتي دمبتي، كل من الشخصيات الرئيسية قد تعرضت لسقوط من نوع ما»). العنوان مشتق من شعار هيوي لونج، الذي كانت حياته مماثلة لحياة ويلي ستارك "كل رجل ملك". لكن هذا الإنجاز البديل يفشل في النهاية؛ إذ يدرك جاك أنه يجب على المرء "الخروج من حكاية إلى أخرى وينخرط في المسؤولية الفظيعة للوقت».
«الارتعاش العظيم» هو نوع خاص من العدمية يتبناه جاك خلال هذه الرحلة غربًا: «كل الكلمات التي نتحدثها لا تعني شيئًا وكان هناك فقط نبض في الدم وارتعاشٌ في العصب، مثل ساق ضفدع ميت عندما يمر تيار كهربائي خلالها». في طريق عودته من كاليفورنيا، يركب مع جاك رجل مسن يعاني ارتعاشًا وجهيًا لا إراديًا. تصبح هذه الصورة بالنسبة له استعارة مغلفة لفكرة «أن الحياة بلا معنى».
تقنع الأحداث اللاحقة (بما في ذلك الوفاة المأساوية للحاكم ستارك، وصديق جاك المقرب آدم ستانتون، والقاضي إيروين، ووالد جاك) جاك بأن الكشف عن «الارتعاش العظيم» هو نموذج غير كاف لشرح ما شاهده من التاريخ. رأى أنه على الرغم من الهلاك، فلم يكن [لأصدقائه] أي علاقة بأي عذاب عانوه تحت سلطة الارتعاش العظيم. لقد كانوا محكومين، لكنهم عاشوا في عذاب الإرادة».

## الشخصيات

### ويلي ستارك
تمثل الشخصية المركزية لـ ويلي ستارك (غالبًا ما يشار إليه ببساطة باسم «بوس») تحولًا جذريًا من محام مثالي ومرشح حاكم ضعيف إلى حاكم يتمتع بشخصية جذابة وقوية بشكل استثنائي.